# Valutapapier
Als Valutapapier bezeichnet man ein im Inland gehandeltes Wertpapier, das auf eine ausländische Währung lautet. Dementsprechend werden Zinsen und Tilgung bzw. Dividenden bei Valutapapieren in ausländischer Währung gezahlt.